# Marcell Jacobs
Lamont Marcell Jacobs Jr. (født 26. september 1994) er en italiensk atletisk sprinter og længdespringer.
Han blev olympisk mester på 100 meter i 2021 under sommer-OL 2020, med en ny europæisk rekord på 9,80 sekunder.